# Danza general de la Muerte
La Dança general de la Muerte es un poema alegórico y anónimo castellano del siglo XV escrito en dodecasílabos agrupados en coplas reales que pertenece al género literario lírico-dramático de las danzas de la muerte o danzas macabras que se desarrolló originalmente en Francia (Danse Macabre) y Alemania (Upper Quatrain). Esta obra de autor anónimo se conserva en un manuscrito de la Biblioteca del Monasterio de San Lorenzo de El Escorial, aunque no se trata del texto original.

## El origen del texto

### El autor
Fueron muchas las opiniones en cuanto al autor de esta obra, pero pocos nombres acabaron finalmente destacándose. Por una parte, Martínez Gil y Solá Solé coinciden en atribuir la obra a un monje benedictino de San Juan de la Peña y el último lo cree inspirado en una versión catalana desaparecida. Por otra parte, J. A. de los Ríos sostuvo la hipótesis de una escritura de esta obra por Rabí Sem Tob, de quien se podía encontrar otra obra dentro del manuscrito del Escorial, pero esta teoría es completamente rechazada hoy día por la comunidad científica. Sin embargo, Morreale y Marciales afirman que no se trata de un tema especialmente cristiano y aún menos especialmente franciscano, benedicto o dominico. Con todo, conviene notar que, entre todas las teorías existentes evocadas, sólo se destaca el nombre de Pedro de Veragüe, mencionado por Francisco Rico.
A pesar de las pocas informaciones que tenemos, Víctor Infantes resume así lo que sabemos de la personalidad del autor: 

“Tres aspectos destacan (encubiertos) en el horizonte cultural y social del autor. En primer lugar, posee un conocimiento bastante significativo de los textos anteriores de la literatura castellana, no siempre detectable, pero (a nuestro sentir) subyacentes por su formación poética. Muchos de los términos lingüísticos aparecen en autores literarios de su cuerda, las equivalencias son similares y su utilización (consciente) parecida; conoce, pues, fuentes literarias, no ambientales, ha manejado lecturas de manuscritos, hoy poco accesibles en nuestra idea de una transmisión no lineal del documento literario, y, creemos, que supera en muchos conceptos un puro didactismo a ultranza. En segundo lugar, nos parece incontestable su pertenencia a un ámbito religioso familiarizado con la doctrina y las retóricas sacras. Su artificio predicante, su simpatía moral y su recelo piadoso parecen devotos deudores de una formación litúrgica que se desenvuelve cómodamente en un cursus católico. En última instancia, la obra pretende conmover los sentimientos afligidos y da envoltura profética a una teología del perdón y de la gracia, cuando el arrepentimiento es consecuente con la devoción. Por último, el autor, a cambio, conoce los recursos vulgares de la trastienda literaria popular; la obra está plegada de recurrencias vitales, de solícitas complicidades del contexto social, de acertadas preguntas al cotidiano interrogante. No desdeña, desde luego, el acercamiento a la conciencia popular del lector, recurre al escenario práctico de los hechos y expone (¿denuncia?) la complacencia ante el espectáculo de las flaquezas humanas. Repito, su anonimia voluntaria, tal vez debida a otros deberes más alejados de los ocios públicos, pero, tras su intención, se esconde un buen poeta de arte mayor castellano y un sutil catador de la cultura que le rodeaba”.

### El manuscrito
Aunque no disponemos de la obra original, se conserva el dato según el cual Hernando de Briviesca, Guardajoyas Real, hizo entrega de la obra a El Escorial, el 30 de abril de 1575, por la ambición del monarca Felipe II de proveer dicha biblioteca con tantos manuscritos como fuera posible. Sin embargo, no conocemos el origen previo de este manuscrito. Se trata de un códice en cuarto, con una caja total de 198x140 mm. En éste se destacan dos tipos de letras, las góticas y las cursivas, ambas características del siglo XV castellano, lo que nos permite saber que la recopilación fue bastante reciente. Junto con la obra de marras se incluyen también los Proverbios Morales del poeta hebreo-español del siglo XIV Sem Tob, la Doctrina de la discriçión de Pedro de Veragüe, la Revelación de un ermitaño y el Poema de Fernán González, un cantar de gesta que cuenta las numerosas hazañas de este personaje clave de la historia castellana, o sea obras escritas durante les siglos XIII, XIV y XV. 
Fue muy importante la polémica en cuanto al origen de esta obra y el examen crítico de ésta por Víctor Infantes permitió ver más claro dentro de la multitud de opiniones que se destacaban. A partir de la existencia, por una parte, del manuscrito de la Biblioteca del Monasterio de San Lorenzo de El Escorial, y por otra parte, de una obra otra distinta impresa en Sevilla en 1520, conocida como Danza de la muerte, que algunos consideran inferior a la del siglo XV y se diferencia en poseer personajes nuevos, un propósito sermoneador muy distinto y una estructura en que no alternan los laicos y los clérigos, intenta resumir la transmisión de la obra, rechazando la hipótesis de Solá-Solé y Marciales basada en argumentos lingüísticos y morfológicos parciales para oponerles el argumento de la presencia de ciertas construcciones perifrásticas que le sugieren la fecha de 1400 para la escritura de la versión original de la Danza general de la muerte. 
En cuanto a la naturaleza de la obra, tampoco es muy clara, ya que no sabemos si se trata de una sencilla traducción o de una obra original que tomaría como modelo las tradiciones extranjeras ya explicitadas. Numerosos fueron los críticos como H. Bermejo y DC Cvitanovic que abogaron por la teoría de una adaptación de una obra francesa. Sin embargo, además de la ausencia de definición de dicha obra francesa, Martínez Gil afirma que la danza española tiene características propias que la distinguen de las europeas: es más moderada, menos terrorífica y más acorde a la tradición cristiana que fomenta una actitud serena hacia la muerte. Además, la versión castellana tiene once personajes más que la Danza Macabra francesa. La hipótesis más probable es, como ya lo había sugerido Francisco Rico, la existencia de una fuente aragonesa o, aún más probable, catalán: “Un modelo catalán o de zonas lingüísticas y geográficas limítrofes con Cataluña es la posibilidad más acertada en el mosaico literario y cultural donde se gestó la Danza”.

### Las ediciones de la obra
Víctor Infantes en su libro Las danzas generales de la Muerte: génesis y desarrollo de un género medieval se dedica a un minucioso estudio de la edición de 1520 y sus editores modernos. De hecho, afirma que la primera edición que se realizó de nuestra obra tuvo lugar más o menos un siglo después de la invención de la imprenta, o sea bastante temprano. El pintor Isidoro Lozano sacó el último ejemplar de este libro en la Biblioteca de la Sapienza Romana para darlo a José Amador de los Ríos hacia 1860 y, desde aquel entonces, ya no se puede encontrar la obra mencionada. Hoy en día el texto está salvado gracias a su edición por Amador de los Ríos en su Historia Crítica de la literatura española. Lo paradójico aquí es la oposición entre la precisión de ciertos datos y el aparente olvido de copiar ciertos pasajes del texto original, como nos lo revela la comparación con el manuscrito del Escorial.
En cuanto a las ediciones que surgieron en los siglos siguientes, nota Víctor Infantes después de un cuidadoso estudio que:

“el silencio impreso más absoluto se extiende sobra la Dança hasta la cita de Faustino de Arévalo en Hymnodia Hispanica para la edición y la de T. Antonio Sánchez para el manuscrito; quizá guiado por este último, el hispanista americano G. Ticknor abre en 1849 la nómina de cerca de treinta editores del texto escurialense que vamos a relacionar y comentar en busca de la fortuna crítica de nuestra Dança. A G. Ticknor siguen P. de Gayangos y E. de Vedia al traducir su History, añadiendo notas y comentarios, ya citados; ambas ediciones (en realidad una sola) se basan directamente en el códice y tienen peor o mejor fortuna en la transcripción según las normas de su época. Años después será Florencio Janer quien acometa la empresa y, tras nuevo cotejo del manuscrito, edite la Dança con el título de Poema castellano del siglo XIV, enriquecido con un Preámbulo, Facsimile y Explicación de las voces más anticuadas. La edición no es un dechado de perfecciones, pero su trascendencia es enorme, pues pasará al famosísimo t. LVII de la Biblioteca de Autores Españoles, Poetas castellanos anteriores al siglo XV. Colección hecha por Don Tomás Antonio Sánchez. Continuada por el Excelentísimo Señor Don Pedro José Pidal. Y considerablemente aumentada e ilustrada a vista de los códices y manuscritos antiguos por Don Florencio Janer; aquí (y en las numerosísimas reimpresiones de la colección) es donde una gran parte del público lector (generaciones de lectores, poco hechos aún a las manías de la crítica) ha conocido nuestro texto macabro.”

Entre las ediciones contemporáneas de la obra, se suelen destacar las siguientes:
- Appel, C., Die Danza general nach der Handschrift des Escorial neu herausgegeben. Breslau: Beiträege zur Romanischen und Englischen Philologie, 1902.

- Danza de la muerte: edición conforme al códice del Escorial. Barcelona: Tip. "l'Avenç", 1907.

- De Icaza, F., La danza de la Muerte : códice del Escorial, Madrid : Editorial Pueyo, 1919.

- Bermejo, H.,  Cvitanovic, D., La Danza general de la muerte. Bahía Blanca: Universidad Nacional del Sur, 1966.

- Solà-Solé, J.P., La danza general de la muerte, Barcelona: Puvill, 1981.

- De Icaza, F., Amador de los Ríos, J., La Danza de la Muerte : textos de El Escorial (siglo XV) y de Sevilla (Juan Varela de Salamanca, 1520), Madrid: J. Esteban, 1981.

- Rodríguez Oquendo, F., Danza general de la Muerte, Madrid: INDEC, 1983.

- Morreale, M., La dança general de la Muerte, Madrid: Gredos, 1991

- Lázaro Carreter, F., "Danza general de la muerte", en Teatro medieval. Madrid: Castalia, 1997.

- Martín, S., La Danza de la Muerte, Códice de El Escorial. Madrid: Miraguano Ediciones, 2001.

- Taboada Cid, A., Eduardo Pardo de Guevara, Víctor Infantes, Isolino Nieto Caamaño, Dança general (de la muerte), La Coruña: Boreal, 2002.

## Las características generales de la obra

### El problema del género
Numerosos son los comentaristas que opinan que la obra se inscribe en el género teatral. El juicio más destacado es el de Fernández de Moratín en su Catálogo histórico y crítico de piezas dramáticas anteriores a Lope de Vega: “Podría acaso creerse que, como tantas otras obras posteriores de la misma especie, es sólo la descripción o explicación de algún cuadro. Basta replicar a esto, que hasta ahora no hay noticia alguna de haberse encontrado en España obras artísticas de esa especie, y que la poesía, de que hablamos, no hace especial alusión a ellas. Más naturalmente se explica su sentido suponiendo que fuese escrita para una procesión mímico-religiosa, de las que sin disputa dieron la primera idea para las representaciones simbólicas de las danzas de los muertos. […] La índole de esta composición hace presumir que se representaba con [[canto recitado, baile y música instrumental, formando todo un conjunto homogéneo”. En su marco se inscriben los comentarios críticos de Díaz Escovar, Cañete, Lasso de la Vega, Milá y Fontanals, Creizenach.
Sin embargo, poco a poco se empezó a poner en tela de juicio esta concepción. Bonilla y San Martín, a pesar de presentar esta obra en su libro Las Bacantes o del origen del teatro lo permite ejemplificar. Del mismo modo, Lázaro Carreter pone de realce los argumentos a favor de una teatralidad de la obra, pero matiza su opinión afirmando que, a pesar de su minucioso estudio, no se puede afirmar de una vez que la obra fue un sencillo texto dramático, lo que no excluye la hipótesis de un género colindante. De ahí nacen otras hipótesis, como la de Romeu Figueras, quien aboga que “la danza, sea de la muerte, sea de los muertos, fue en sus orígenes un sermón mimado, representado y sin duda danzado. […] La DGM ofrece detalles que atestiguan una escenografía, desde luego rudimentaria, pero que añade complejidad a su carácter de sermón mimado, por otra parte dotado éste de un vivo sentido dramático y de un particular movimiento que delata que este texto fue realmente danzado”. En cuanto a Víctor Infantes, pone de realce la posibilidad de que sea esta obra una procesión realizada durante las fiestas del Corpus Christi o los Bailes de la muerte catalanes durante la Semana Santa, por la mezcla de elementos religiosos, folclóricos y casi grotescos, apoyándose en los estudios de Very y Kolve. Ciertos van aún más lejos, como Valbuena Prat, quien afirma que “a pesar de que toda la obra sigue la forma del diálogo, no parece haberse destinado a la representación, como tampoco la más tardía dança catalana”. La obra podría pues también ser un sencillo poema, como lo muestra su importante parte dialogada.

### La interpretación de la obra
El rasgo más destacable de la obra reside sin duda en la jerarquía social que nos presenta, ya que parece seguir la sucesión de los personajes un orden casi siempre descendiente. Presentamos a continuación un cuadro recapitulativo de los personajes que aparecen en la obra:
| Personaje   | Copla   |
| Papa        | XII     |
| Emperador   | XIV     |
| Cardenal    | XVI     |
| Rey         | XVIII   |
| Patriarca   | XX      |
| Duque       | XXII    |
| Arzobispo   | XXIV    |
| Condestable | XXVI    |
| Obispo      | XXVIII  |
| Caballero   | XXX     |
| Abad        | XXXII   |
| Escudero    | XXXIV   |
| Deán        | XXXVI   |
| Mercader    | XXXVIII |
| Arcediano   | XL      |
| Abogado     | XLII    |
| Abogado     | XLII    |
| Canónigo    | XLIV    |
| Físico      | XLVI    |
| Cura        | XLVIII  |
| Labrador    | L       |
| Monje       | LII     |
| Usurero     | LIV     |
| Fraile      | LVI     |
| Portero     | LVIII   |
| Ermitaño    | LX      |
| Contador    | LXII    |
| Diácono     | LXIV    |
| Recaudador  | LXVI    |
| Subdiácono  | LXVIII  |
| Sacristán   | LXX     |
| Rabí        | LXXII   |
| Alfaquí     | LXXIV   |
| Santero     | LXXVI   |

Sin embargo, como ya lo hemos mencionado, el texto se inscribe en la tradición del pensamiento ascético tradicional cristiano. De hecho, el texto nos sugiere la universalidad de la muerte y su poder igualador, recalcado por elementos simbólicos que remiten al Juicio Final en la Biblia. La idea es la siguiente: no son los poderes y las riquezas de los seres los que determinan lo que pasará en el más allá sino más bien sus acciones, como lo sugiere la doctrina católica. Más allá de la tradicional condena de los siete pecados capitales, el tema esencial de esta obra es el del Vanitas Vanitatum, o sea el rechazo de las vanidades terrenales que estorban la entrada en el paraíso. Lo que se destaca entonces es una moralidad cristiana muy vinculada con la teología desarrollada por las órdenes mendicantes, que hacen voto de pobreza, o de los benedictos, lo que por ejemplo incitó a Martínez Gil y a Solá Solé a atribuir la obra a un monje de San Juan de la Peña.
De todos modos, son numerosos los elementos de hermenéutica de la obra en los cuales se interesaron los críticos, como lo resume Alan Deyermond en el primer tomo de la Historia y crítica de la literatura española dirigida por Francisco Rico: “yo mismo mostré la relación de la estructura y ciertas imágenes de la obra con la visión del mundo medieval, subrayando que el origen del género no está en la tradición literaria, sino en causas sociológicas; Walker examina las imágenes relativas a la comida y los alimentos, y  Hook y Williamson, en un importante replanteamiento de la cuestión, afirman que las principales imágenes de la Dança reflejan el concepto del “mundo al revés”. La crítica social notoria en la Dança ha movido a Rodríguez-Puértolas a incluirla en una discutible antología de la “poesía de protesta” de la Castilla medieval, que, sin embargo, tiene la virtud de hacer accesibles, con un cierto contexto, las tres grandes sátiras anónimas del tiempo de Juan II y Enrique IV”.

### La originalidad de la obra
La Danza castellana presenta unos rasgos que la diferencian de sus semejantes europeos. Primero, el texto se destaca por su estructura muy precisa. En las cuatro primeras estrofas, la Muerte toma la palabra. En las tres siguientes, le responde el Predicador. Después, o sea de la octava estrofa a la decimotercera, vuelve a expresarse la Muerte. A continuación se expresan figuras representativas de los tres estamentos sociales medievales (nobleza, clero y plebe) sucesivamente alternándose laicos y clérigos e invitados por el personaje alegórico de la Muerte a unirse a su danza. Antes de las dos estrofas de cierre, la crítica se hace por orden descendente, desde el Papa y el Emperador hasta el más humilde de los mortales. Los únicos personajes que aceptan el fin de sus días tranquilamente, sin temor ni rebeldía, son el fraile y el ermitaño, a los que redime la pureza de su ascetismo.
La segunda característica de este poema es su construcción métrica. De hecho, La Dança general de la Muerte es un poema alegórico y anónimo castellano del siglo XV escrito en dodecasílabos agrupados en coplas reales, o sea con estrofas formadas por 8 versos de doce sílabas, cuya rima es consonante y su esquema ABABBCCB. Como lo muestran M. Marciales y E. J. Webber, las principales características de la obra son el uso de la acentuación, los versos fluctuantes, la preferencia por las rimas paroxítonas a pesar del uso de rimas agudas y cierta proporcionalidad léxica entre los diferentes tipos de palabras. He aquí los primeros versos de la obra:

"Yo soy la Muerte cierta a todas criaturas / que son y serán en el mundo durante. / Demando y digo: oh hombre, ¿por qué curas / de vida tan breve al punto pasante? / Pues no hay tan fuerte ni recio gigante / que de este mi arco se pueda amparar, / conviene que mueras cuando yo lo tire / con esta mi flecha cruel traspasante. / ¿Qué locura es esta tan manifiesta / que piensas tú, hombre, que otro morirá / y tú quedarás, por ser bien compuesta / la tu complexión, y que durará? / No estés seguro si al punto vendrá / sobre ti a deshora alguna corrupción / de liendre o carbunclo, o tal implisión / porque el tu vil cuerpo se desatará. / ¿O piensas por ser mancebo valiente / o niño de días, que largo estaré / y hasta que llegues a viejo impotente / la mi venida me detardaré? / Avísate bien: que yo llegaré / a ti a deshora, y no tengo cuidado / que tú seas mancebo o viejo cansado, / y cual yo te hallare, tal te llevaré". (DGM, 1-24, texto modernizado)

La tercera característica de la obra es la precisa descripción de la realidad social que esboza, recurriendo a numerosas metáforas y elementos metonímicos. Sobre este tema, cabe tener en mente el destacado análisis de Víctor Infantes: 

“Destacamos la variedad y riqueza de atributos con que se designan tanto la Muerte como los demás personajes. En el caso de los estados de la sociedad tal vez pueda pensarse en una necesidad (obvia) de caracterizar los distintos estamentos por sus rasgos más acusados y peculiares, pero ello conlleva una familiaridad en su tratamiento y una observación ¿directa? De la realidad, nada fácil de lograr sin caer en la repetición y el amaneramiento. Cada personaje aparece dibujado con unos trazos de verosimilitud, presentado al lector con unas características precisas y específicas, bosquejado con elegante distanciamiento; el autor ofrece una radiografía social que provoca la complicidad con una sátira, el acomodado a su denuncia, la aceptación de su estilete moral. La Muerte, a cambio, está dotada de todo un repertorio de símbolos y alegorías que resaltan el talento figurativo del poema”.

La última característica de la obra es su mezcla de elementos cultos y populares. Desde el título de la obra se puede entender este procedimiento de construcción ya que la “danza” suele relacionarse con el ámbito festivo, mientras que “la muerte” aparece como un tema sórdido, del que sólo se preocupen los poetas, filósofos y teólogos. Además, la construcción de la obra que ya hemos evocado, da a entender lo universal del mensaje aquí transmitido. La obra está pues llena de cierto didactismo. Por ejemplo, en el texto, la Muerte hará tres preguntas retóricas de las cuales podrá sacar una enseñanza el lector atento: “o omne, ¿por qué curas/ de vida tan breve en punto pasante?” (vv. 3-4), “¿Qué locura es ésta tan magnifiesta/ que piensas tú, omne, que el otro morrá/ e tú quedarás por ser bien conpuesta/ la tu conplisión, e que durará?” (vv. 9-12), “¿O piensas por ser mançebo valiente,/ o ninno de días, que aluenne estaré,/ e fasta que liegues a viejo impotente/ la mi venida me detardaré?” (vv. 17-20). De todo esto se destaca una inevitable invitación al ascetismo.